# Bellegarde-sur-Valserine
Bellegarde-sur-Valserine is een plaats en voormalige gemeente in het Franse departement Ain in de regio Auvergne-Rhône-Alpes en telt 10846 inwoners (1999). De oppervlakte bedraagt 15,3 km², de bevolkingsdichtheid is 708,9 inwoners per km².
Op 6 januari 2019 is Bellegarde-sur-Valserine gefuseerd met Châtillon-en-Michaille en Lancrans tot de commune nouvelle Valserhône.

## Ligging
Bellegard-sur-Valserine ligt op de plaats waar de Valserine in de Rhône stroomt. De plaats ligt in een dal, dat in het westen begrensd wordt door het Plateau du Retord en in het oosten door de Grand Crêt d'Eau en de Vuache. Het dal dat door de Rhône tussen deze bergen wordt gesneden, vormt een belangrijke verbinding met Zuid-Frankrijk.
De onderstaande kaart toont de ligging van Bellegarde-sur-Valserine met de belangrijkste infrastructuur en aangrenzende gemeenten.

## Geschiedenis
De plaats, die toen nog onbewoond was, werd al genoemd door Julius Caesar in het boek Commentarii Rerum in Gallia Gestarum als een strategische doorgangsplek.
In de 19e eeuw vestigden zich hier enkele industrieën, die de waterkracht van de Rhône gebruikten. Ook waren de spoorlijnen belangrijk voor de ontwikkeling van het dorp, onder andere de lijn Lyon–Genève. In augustus 1884 werd in Bellegarde de eerste waterkrachtcentrale van Frankrijk gebouwd. Hierdoor was het een van de eerste plaatsen van het land met elektriciteit. In die tijd maakte het nog deel uit van de gemeente Musinens, maar later werd het een zelfstandige gemeente.

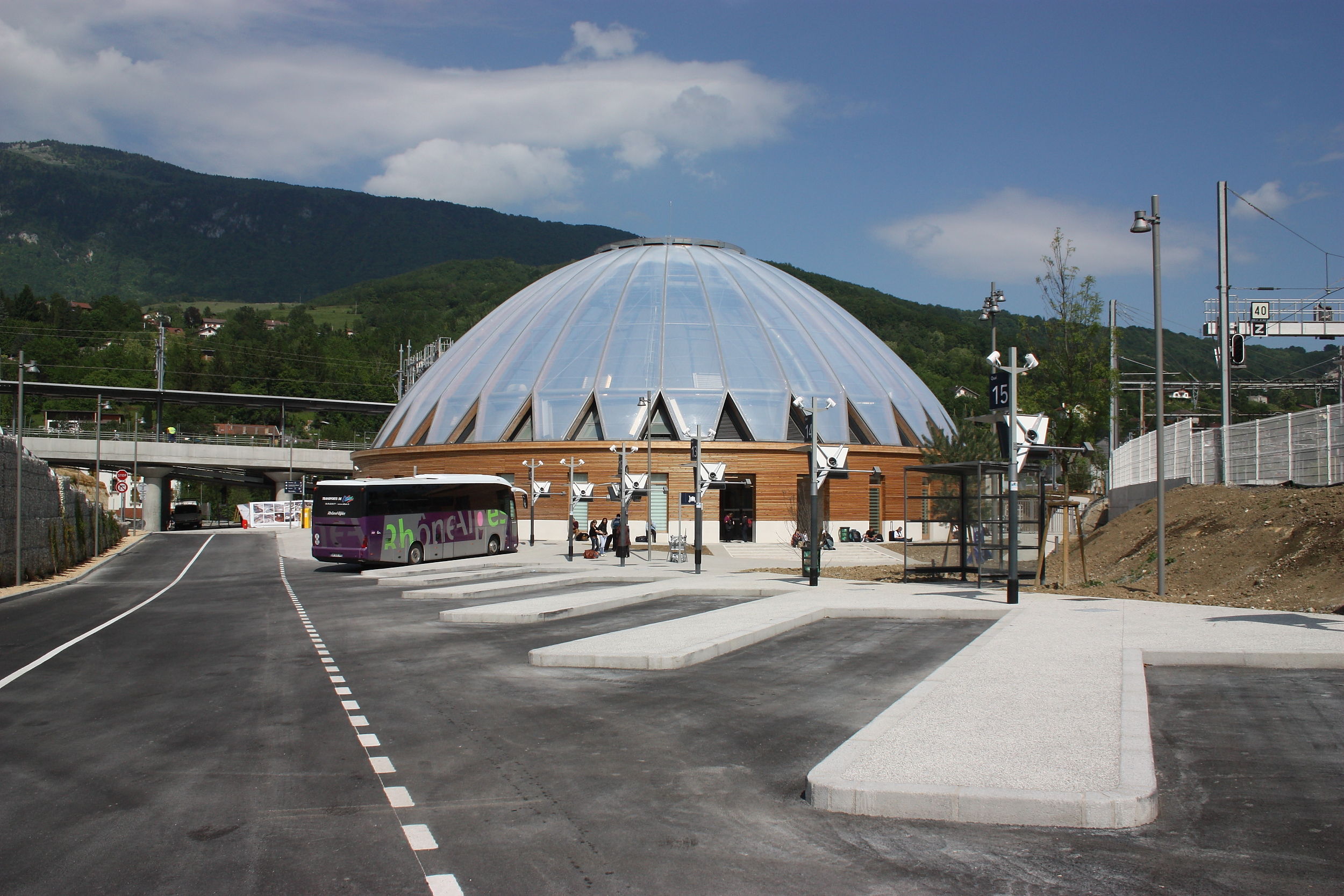
Station Bellegarde (2010)
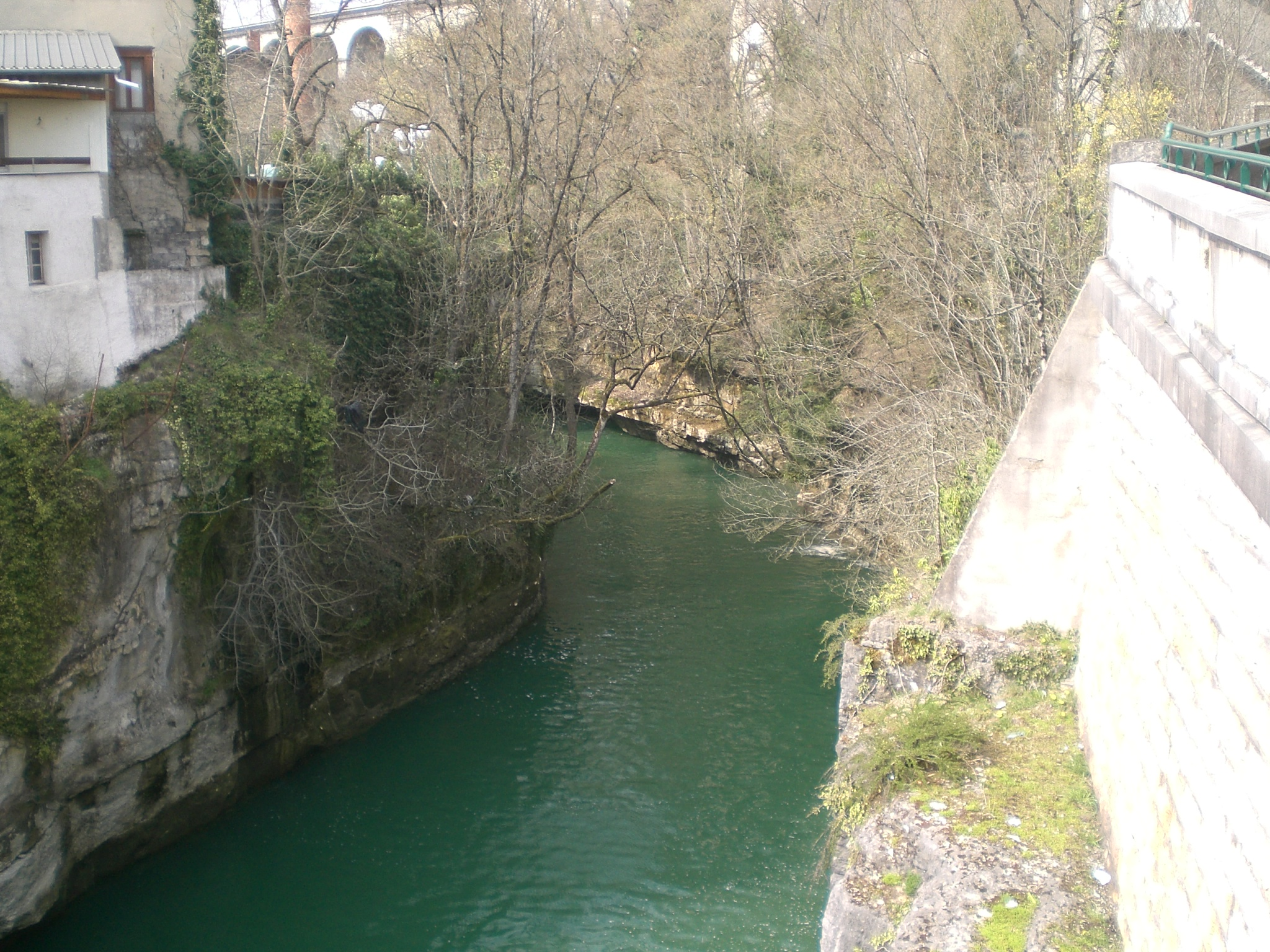
De Gorges de la Valserine
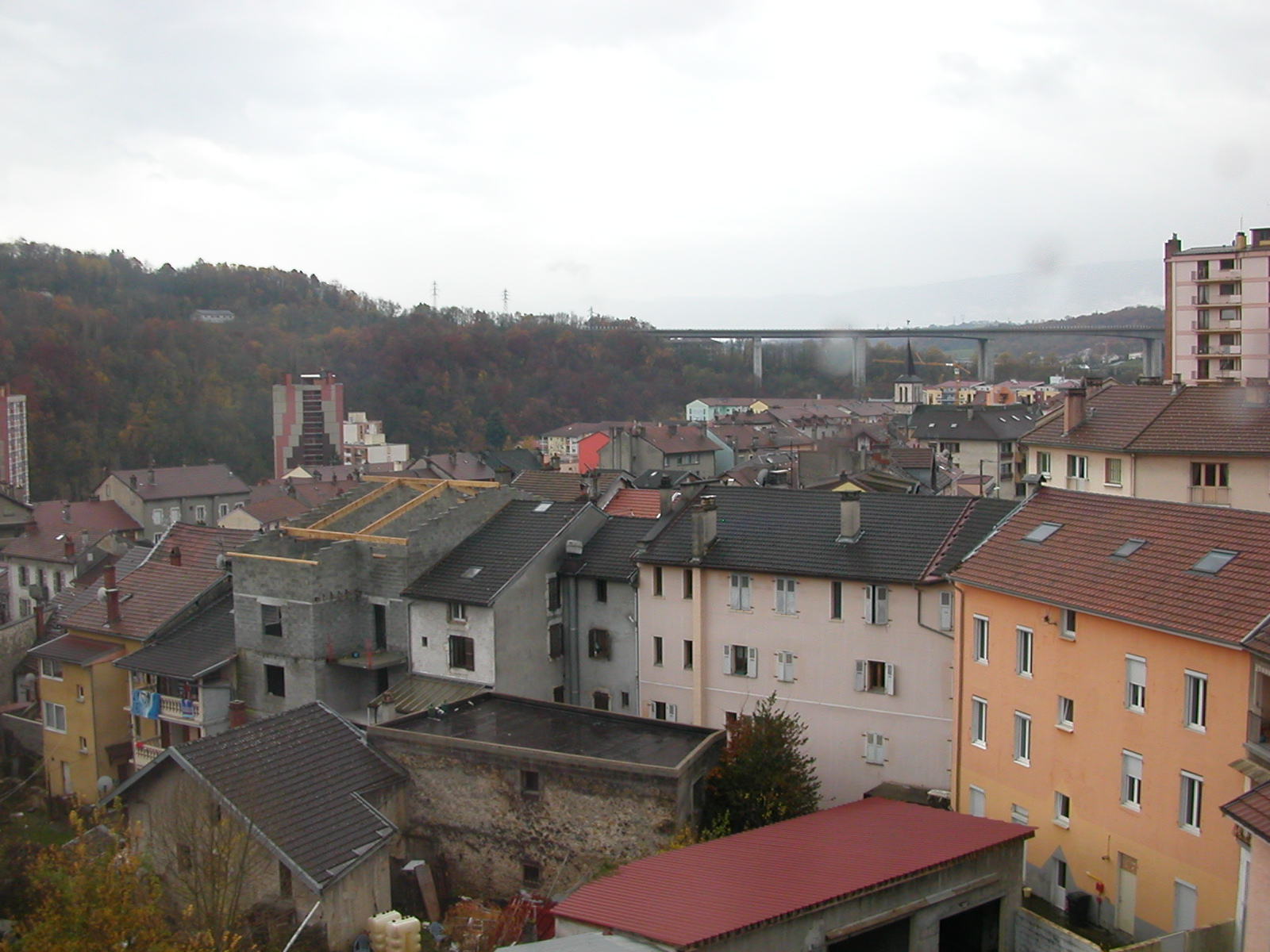
Gezicht op Bellegarde

## Vervoer
Bellegarde-sur-Valserine ligt aan de E21. In 2009 kwam er een nieuw station voor de TGV gereed. In de gemeente ligt spoorwegstation Bellegarde.

## Demografie
Onderstaande figuur toont het verloop van het inwoneraantal van Bellegarde-sur-Valserine vanaf 1962.
Vanwege een beveiligingsprobleem met de MediaWiki Graph-software is het momenteel niet mogelijk deze grafiek weer te geven. Zodra de software is bijgewerkt zal de grafiek vanzelf weer zichtbaar worden.

## Sport
Bellegarde-sur-Valserine was één keer etappeplaats in de wielerkoers Ronde van Frankrijk. De Fransman Thomas Voeckler won er een etappe.

## Zustersteden
- Bretten
- Saint-Christophe

## Geboren
- Louise de Ballon (1591-1668), moeder-overste

- Bibliothèque nationale de France: cb13333818q (data)
- Gemeinsame Normdatei: 4597713-6
- Library of Congress Control Number: n88621109
- MusicBrainz: 11d59410-9378-4f27-bfdd-639da67bd628
- Nationale Bibliotheek van Israël: 987007562496105171
- Virtual International Authority File: 130193861
- WorldCat: E39PBJwRW33FVCxt3rKbCq9Rrq